# Kecamatan Rantau
Kecamatan Rantau (indonesiska: Rantau) är ett distrikt i Indonesien.   Det ligger i provinsen Aceh, i den västra delen av landet, 1 500 km nordväst om huvudstaden Jakarta.